# Gauliga Westmark
De Gauliga Westmark werd in 1941 opgericht toen de Gauliga Südwest-Mainhessen om oorlogsredenen opgedeeld werd in twee kleinere Gauliga’s. Het laatste seizoen 1944/45 werd niet gespeeld. Na de Tweede Wereldoorlog gingen de clubs in de nieuwe Oberliga Südwest spelen. Dit met uitzondering van FV Metz, TSG Saargemünd en TSG Merlenbach uit Lotharingen, die weer Frans werden.

## Erelijst
| Seizoen | Kampioen             | Vicekampioen |
| 1941-42 | 1. FC Kaiserslautern | FV Metz      |
| 1942-43 | FV Saarbrücken       | FV Metz      |
| 1943-44 | KSG Saarbrücken      | FV Metz      |

## Seizoenen Gauliga
| Club                                   | /3 | Seizoenen (1941-1944) |
| -------------------------------------- | -- | --------------------- |
| 1. FC Kaiserslautern                   | 3  | 1941-1944             |
| FV Metz                                | 3  | 1941-1944             |
| Borussia VfB Neunkirchen               | 3  | 1941-1944             |
| VfR Frankenthal                        | 3  | 1941-1944             |
| TSG Saargemünd                         | 3  | 1941-1944             |
| TSG 1861 Ludwigshafen                  | 2  | 1941-1943             |
| TuRa 1882 Ludwigshafen                 | 2  | 1941-1943             |
| FV Saarbrücken                         | 2  | 1941-1943             |
| KSG TSG/Oppau/Friesenheim Ludwigshafen | 1  | 1943-1944             |
| KSG VfL/Pioniere Speyer                | 1  | 1943-1944             |
| KSG FV/AK Saarbrücken                  | 1  | 1943-1944             |
| TSG Merlebach                          | 1  | 1943-1944             |
| Mundenheimer SpVgg                     | 1  | 1941-1942             |
| TSG 1899 Oppau                         | 1  | 1942-1943             |
| SC 07 Altenkessel                      | 1  | 1942-1943             |

1933/34 · 1934/35 · 1935/36 · 1936/37 · 1937/38 · 1938/39 · 1939/40 · 1940/41 

Gauliga Hessen-Nassau: 1941/42 · 1942/43 · 1943/44 

Gauliga Westmark: 1941/42 · 1942/43 · 1943/44
Originele Gauliga's: Baden · Bayern · Berlin-Brandenburg · Hessen · Mitte · Mittelrhein · Niederrhein · Niedersachsen · Nordmark · Ostpreußen · Pommern · Sachsen · Schlesien · Südwest-Mainhessen · Westfalen · Württemberg

Gauliga's na 1939: Hamburg · Hessen-Nassau · Köln-Aachen · Kurhessen · Mecklenburg · Moselland · Niederschlesien · Oberschlesien · Osthannover · Schleswig-Holstein · Südhannover-Braunschweig · Weser-Ems · Westmark

Gauliga's in bezette gebieden: Böhmen und Mähren · Danzig-Westpreußen · Elsaß · Generalgouvernement · Sudetenland · Ostmark · Wartheland